# قصر سعد (الدرعية)
قصر سعد أحد القصور الأثرية الواقعة في الدرعية بمدينة الرياض.

## موقع القصر
يقع القصر في حي الطريف ببلدة الدرعية، ويعتبر من الأبنية المهمة؛ إذ يعد نموذجاً لما كانت عليه قصور حي الطريف، وهو مشابهاً لعمارة قصر عمر.

## بناء القصر
- مبني من الحوائط السميكة المخلوطة باللبن، أما الأساسات مبنية من الحجر الجيري
- القصر عبارة عن بناء مكون من طابقين بالقرب من فناء رئيسي مكشوف، أما الطابق العلوي به رواق مكشوف وحوله الغرف
- مدخل القصر يقع في منتصف الحائط الجنوبي الواقع على يسار حجرة المدخل، وتعتبر غرفة المجلس أهم غرف القصر الذي يكون بالعادة مخصصاً لاستقبال الضيوف

## آثار قصر سعد
أمرت جهات الاختصاص سنة 1393هـ/1973م بالموافقة على تطوير مدينة الدرعية، وبدأت الخطوات الأولى للعمل حيث تم نزع الملكيات الخاصة الداخلة ضمن مساحة المشروع، وصرف التعويضات لأصحابها، ثم جاءت مرحلة الترميم بعد الدراسات التمهيدية حيث تم تسجيل وتوثيق وترميم عدد من العناصر المعمارية كقصر ناصر بن سعود، ورفع الأنقاض عن مسجد سعد وترميمه، وذلك في عام 1400هـ، وفي عام 1403هـ تم تسجيل وتوثيق وإعداد المواصفات ورفع الأنقاض لكل من قصر سلوى وبيت المال وقصر سعد وحمام الطريف وقصر ثنيان وأسوار حي الطريف، وتم الانتهاء من هذه المرحلة في عام 1405هـ، وتزامن ذلك مع أعمال الترميم لكل من اسوار حي الطريف وأبراجه، وقصر سعد بن سعود، والعديد من أسوار الدرعية القديمة الخارجية والداخلية والقلاع والحصون.

## بناء القصر
تغطي جدران القصر أشكال هندسية وفتحات مثلثة علوية لغرض التهوية والإضاءة، ويوجد في الجدار الغربي غرفتان، إحداهما غرفة صغيرة مخصصة لحفظ الأسلحة والمستندات، والأخرى فائدتها تؤدي للخارج عبر سلم، ويوجد بالقصر مشكاة مثلثة الشكل تُستخدم لوضع السراج عليها وبعض الأدوات، ويوجد بالفناء سلمين يؤديان للطابق العلوي، وأحدهما يؤدي لسطح القصر، ويوجد في الدور العلوي بعض الغرف غير مسقوفة فائدتها للمقيمين في القصر اثناء فصل الصيف، كما يوجد في القصر فناء خارجي يُستخدم كمربط للجياد، ويكون واقع في الجانب الغربي للقصر.